# Kombikraftverk

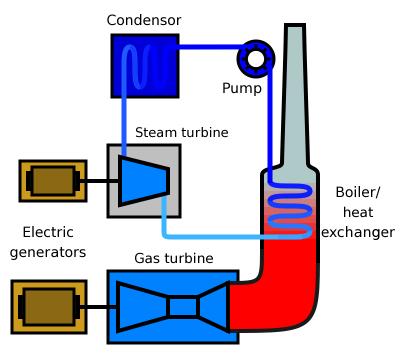
Principskiss för ett kombikraftverk

Ett kombikraftverk, eller gaskombi, kombinerar en gasturbin och en ångturbin för en effektivare elproduktion. Verkningsgraden kan komma upp i 50-60%, vilket är betydligt bättre än vad de båda klarar var för sig.
Principen är att ett bränsle, ofta naturgas, först förbränns i en gasturbin. Avgaserna från denna håller fortfarande en hög temperatur, runt 500°C. Dessa leds till en avgaspanna där de används för att producera ånga som driver en ångturbin. Eventuellt kan den resterande värmen sedan användas till fjärrvärme för att ytterligare öka effektiviteten.
Exempel på kombikraftverk är Rya Kraftvärmeverk i Göteborg och Öresundsverket i Malmö, som togs i drift 2006 respektive december 2009. 